# 乌尔瑚济氏
乌尔瑚济氏，亦作乌尔胡济氏、吴讷虎沁氏，为满族稀姓，世居松花江及乌苏理，早期仅两户。正黄旗古思克世居松花江，后金初期归附，其子倭赫任协领、孙衮色、元孙巴晋泰任防御。正蓝旗桑格世居乌苏理，归附年份不详，其子珠尔泰任护军校、留福绶任骁骑校、孙华色任防御。清朝时期最知名的人物为巴雅思胡朗，官至副都统，封骑都尉。民国以后，以吴、乌为汉姓。中华民国空军总司令乌钺为乌尔瑚济氏。